# Monastère de Sopoćani
Le monastère de Sopoćani (en serbe cyrillique : Манастир Сопоћани ; en serbe latin Manastir Sopoćani) est un monastère orthodoxe serbe situé à 7 km de Novi Pazar, près des sources de la  Raška et à proximité de Vieux Ras, qui fut le centre de l’État serbe médiéval de Rascie. Il est inscrit sur la liste des monuments culturels d'importance exceptionnelle de la république de Serbie (identifiant no SK 156).

## Présentation
Le monastère a été fondé en 1260 par le roi Uroš Ier Nemanjić qui souhaitait en faire son mausolée. L’église, achevée vers 1265, fut dédiée à la Sainte Trinité.

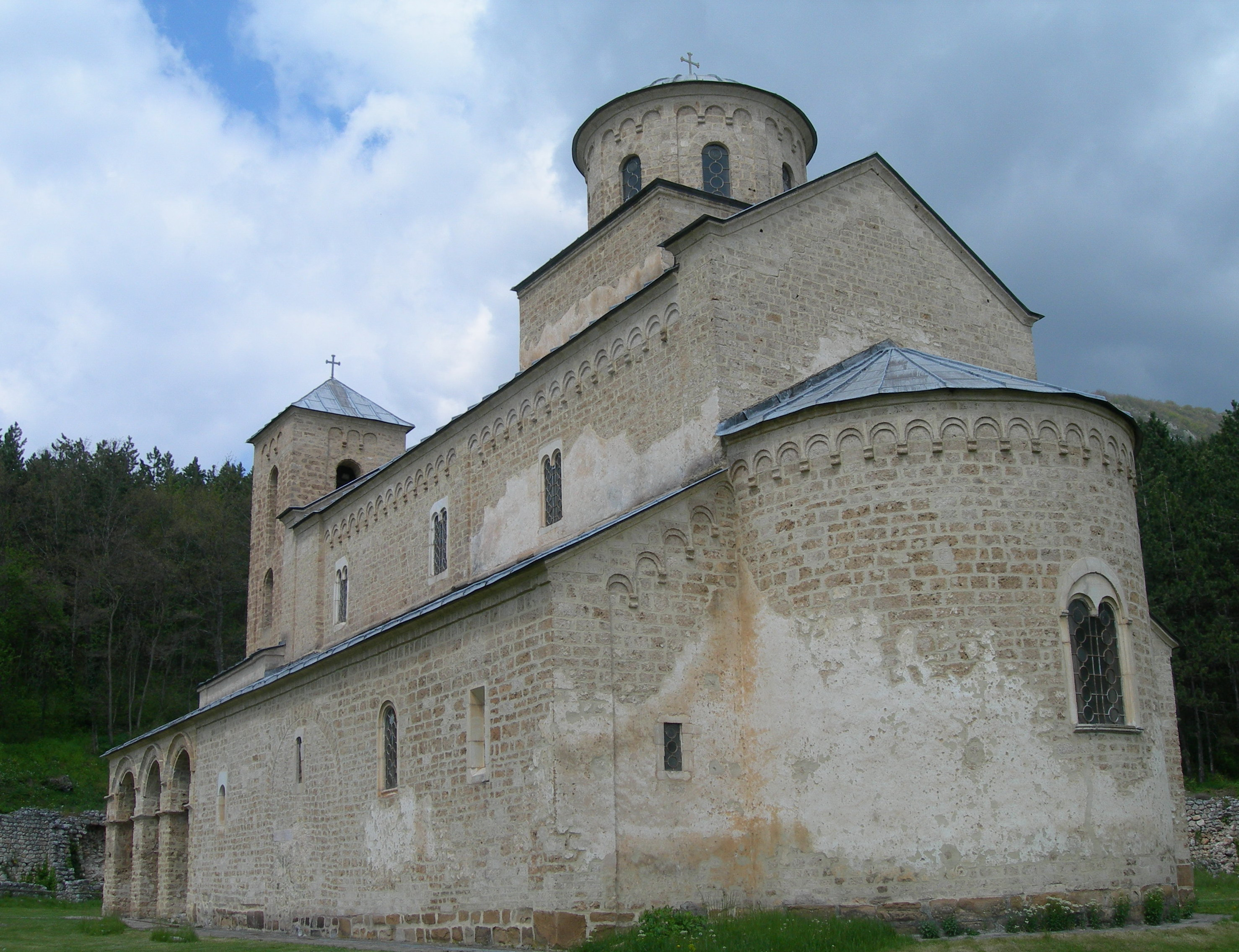
Autre vue de l'église.

L’intérieur fut orné de fresques qui comptent parmi les plus belles de la Serbie médiévale. Selon certains critiques d’art, elles rappellent par leur style la peinture de l’Antiquité. Parmi les sujets représentés, on trouve l’archevêque Sava II, fils de Stefan Nemanjić et neveu de Saint Sava. En 1263, Saint Sava II était devenu le chef de l’Église orthodoxe serbe. Sur le mur Ouest de la nef, se trouve une des plus célèbres fresques de Serbie, celle de la Dormition de la Vierge (voir ci-contre).

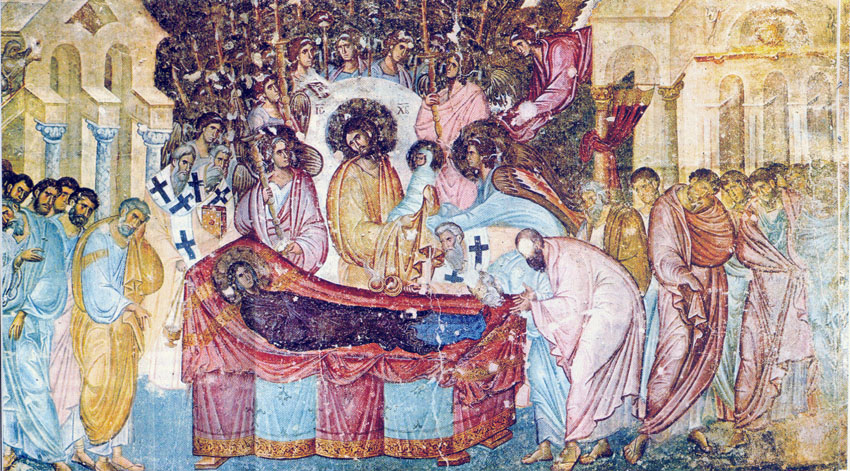
Fresque de la Dormition de la Mère de Dieu.
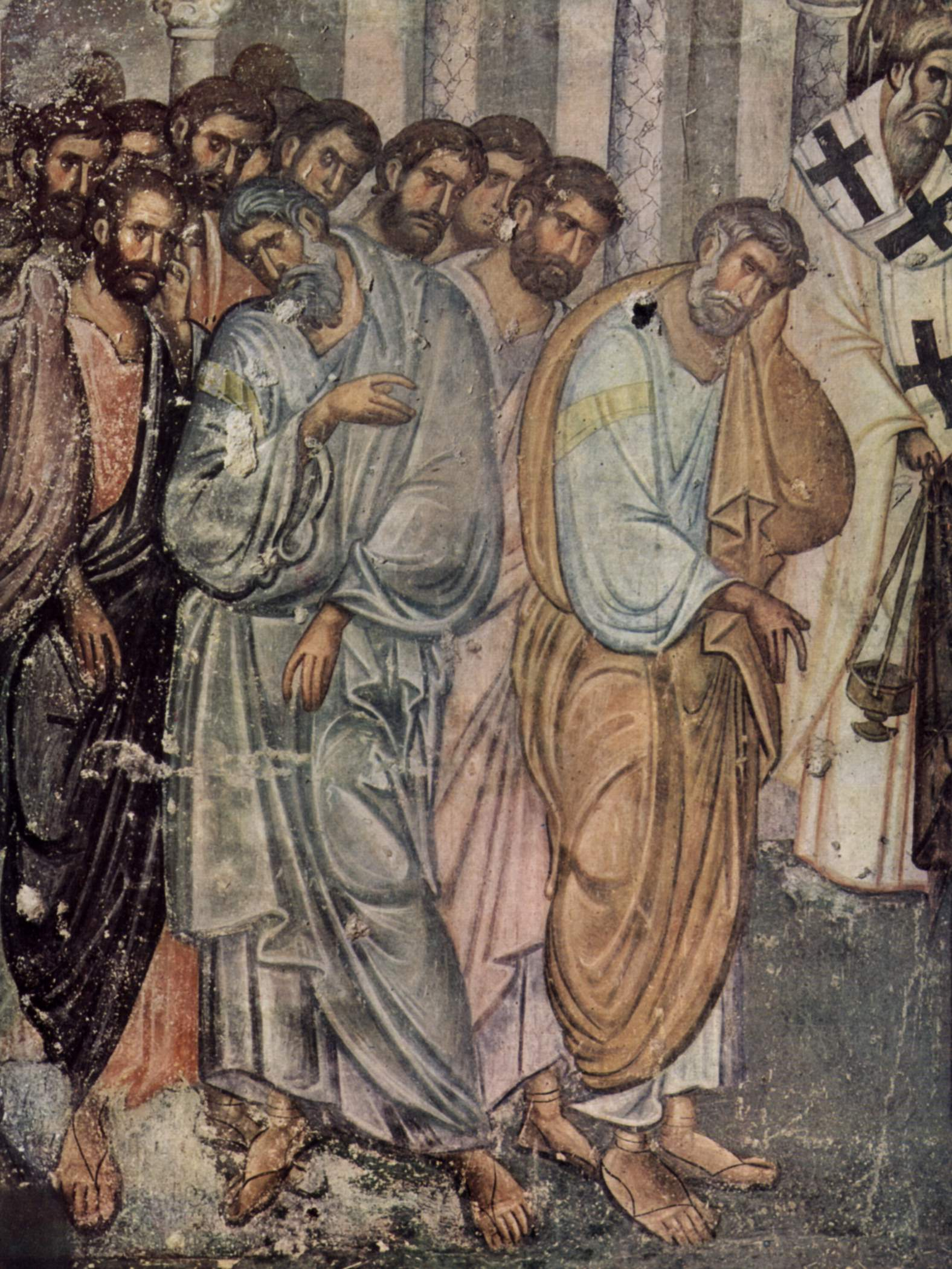
Détail de la fresque de la Dormition, saint Pierre et quelques apôtres.
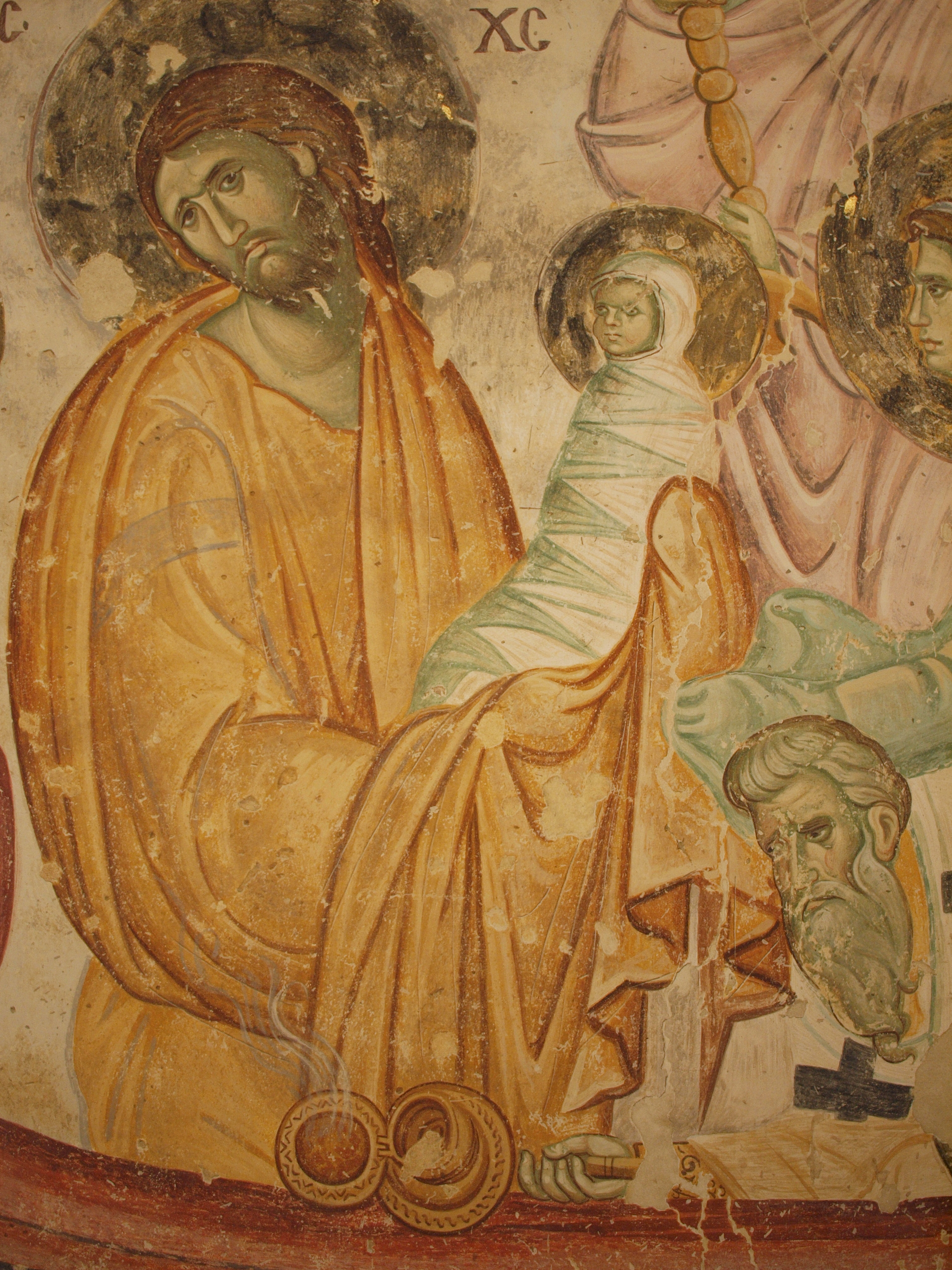
Autre détail de la fresque de la Dormition.
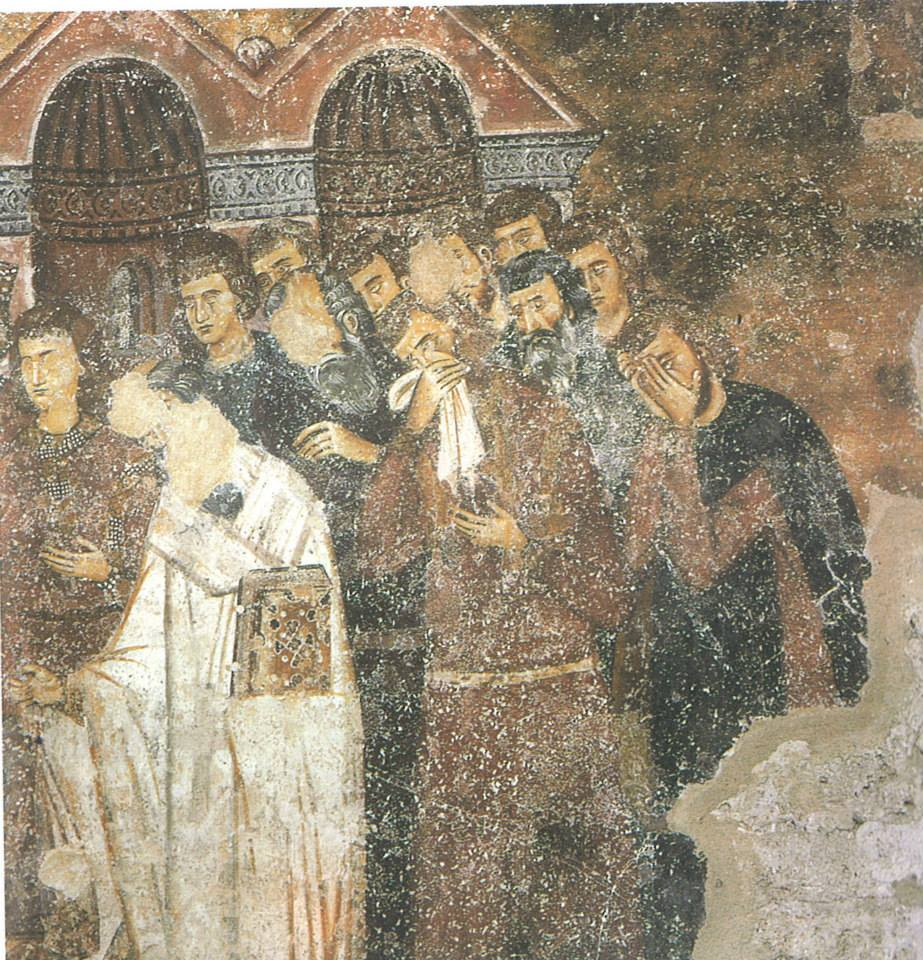
Nobles pleurant à l'enterrement d'Anne Dandolo, femme de Stefan Ier Nemanjić.
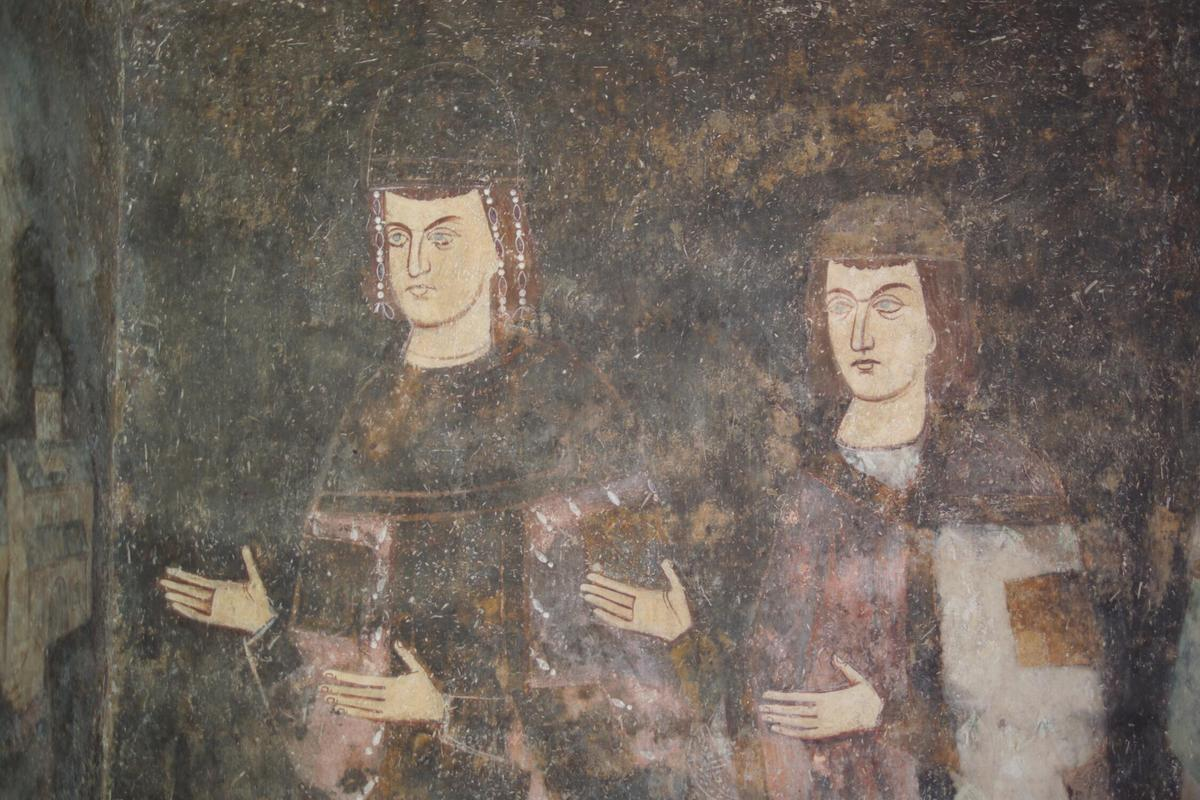
Stefan Milutin et Stefan Dragutin, jeunes.
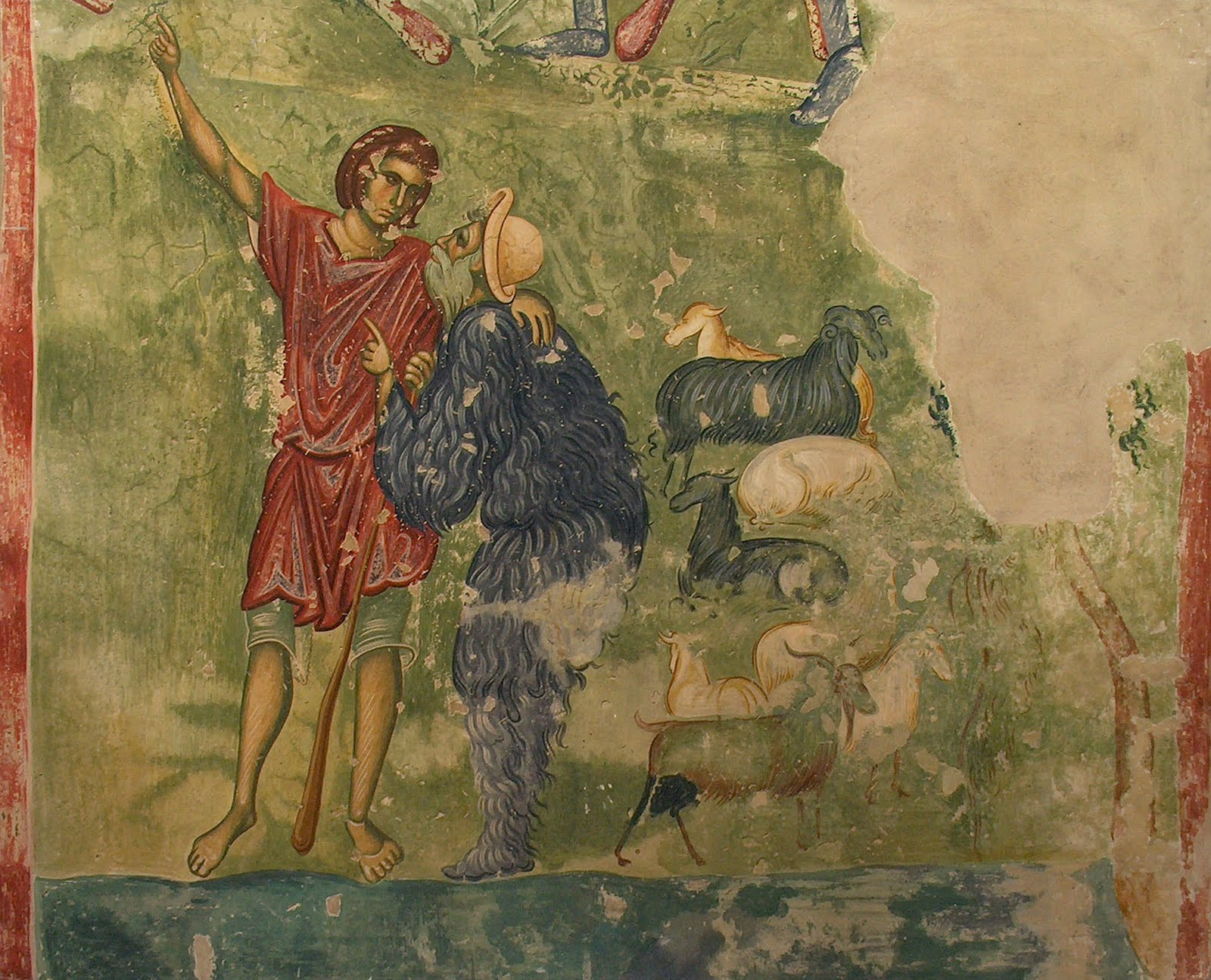
Des bergers.

Au XVIe siècle, les moines durent à plusieurs reprises quitter leur monastère à cause de la menace turque. En 1689, les Ottomans incendièrent le monastère et arrachèrent le plomb qui couvrait le toit de l’église. Les frères purent s’échapper, en emportant avec eux au Kosovo d’importantes reliques.
L’endroit resta à l’abandon pendant plus de deux siècles, soumis aux vicissitudes du temps et du climat. Il ne fut finalement restauré qu’au XXe siècle. Il est aujourd’hui de nouveau habité par une importante communauté monastique.
En 1979, le monastère de Sopoćani a été inscrit sur la liste du patrimoine mondial de l’UNESCO, en même temps que Stari Ras (Vieux Ras) et le monastère de Đurđevi Stupovi.